# زبان‌های بالتواسلاوی
زبان‌های بالتواسلاوی (به انگلیسی: Balto-Slavic languages) شاخه‌ای از خانوادهٔ زبانی هندواروپایی هستند که دو خانوادهٔ زبانی بالتیک و اسلاوی را در بر می‌گیرند. زبان‌های بالتیک و اسلاوی دارای چندین ویژگی زبانی منحصر به فرد هستند که در هیچ شاخه دیگر هند و اروپایی یافت نمی‌شود و که نشانگر دوره ای از پیشرفت مشترک است. اگرچه مفهوم وحدت بالتواسلاوی نیز مورد بحث قرار گرفته‌است. اکنون میان متخصصان زبان‌شناسی هند و اروپایی برای طبقه‌بندی زبان‌های بالتیک و اسلاوی در یک شاخه واحد اتفاق نظر وجود دارد و تنها در برخی از جزئیات ماهیت روابط آنها اختلاف است.
زبان نیابالتواسلاوی به وسیله روش‌های مقایسه‌ای از زبان نیاهندواروپایی قابل بازسازی است. بعدها یک گویش نوآورانه از زنجیره گویشی بالتی اسلاوی جدا شد و تبدیل به زبان نیا-اسلاوی شد، که همه زبان‌های اسلاوی از آن نشات گرفته‌اند.

## زیرشاخه‌ها

### زبان‌های اسلاوی
بیش از ۲۵۰ میلیون نفر در اروپای مرکزی، شمال آسیا، و بیشتر بخش‌های شبه‌جزیره بالکان، به یکی از زبان‌های اسلاوی سخن می‌گویند. این گروه به زیرگروه‌های اسلاوی شرقی (روسی، اوکراینی، بلاروسی)، اسلاوی جنوبی (بلغاری، مقدونی، صربی، بوسنیایی، کرواتی و اسلوونیایی) و اسلاوی غربی (چک، اسلواکی، لهستانی) تقسیم می‌شود.

### زبان‌های بالتیک
گویشوران این خانواده زبانی در اصل در خاور و جنوب شرقی دریای بالتیک و شمال اروپا می‌زیند. بیشتر این خانواده را به دو شاخهٔ خاوری که دربرگیرنده زبان‌هایی مرده‌است و باختری که دربرگیرنده زبان‌هایی زنده و مرده‌است بخش می‌کنند. زبان‌های زنده گروه خاوری دربرگیرنده لیتوانیایی و لاتویایی است.

## دسته‌بندی
دو روش برای دسته‌بندی زبان‌های بالتواسلاوی وجود دارد. به‌طور سنتی این شاخه به دو زیر شاخه بالتیک و اسلاوی تقسیم می‌شود که شاخهٔ بالتیک مشتمل بر دو زیرشاخهٔ شرقی و غربی و شاخه اسلاوی مشتمل بر سه زیرشاخهٔ شرقی، غربی و جنوبی است. در روشی جایگزین که توسط گروه کوچکی از پژوهشگران مورد قبول است، این گروه به سه شاخهٔ همسطح اسلاوی، بالتیک شرقی و بالتیک غربی تقسیم می‌شوند.
طرح درختی «سنتی» بالتواسلاوی

|  | بالتیک غربی |
|  |             |
|  | بالتیک شرقی |
|  |             |

|  | اسلاوی غربی  |
|  |              |
|  | اسلاوی شرقی  |
|  |              |
|  | اسلاوی جنوبی |
|  |              |

|  | بالتیک غربی |
|  |             |
|  | بالتیک شرقی |
|  |             |

|  | اسلاوی غربی  |
|  |              |
|  | اسلاوی شرقی  |
|  |              |
|  | اسلاوی جنوبی |
|  |              |

|  | بالتیک غربی |
|  |             |
|  | بالتیک شرقی |
|  |             |

|  | اسلاوی غربی  |
|  |              |
|  | اسلاوی شرقی  |
|  |              |
|  | اسلاوی جنوبی |
|  |              |

|  | بالتیک غربی |
|  |             |
|  | بالتیک شرقی |
|  |             |

|  | اسلاوی غربی  |
|  |              |
|  | اسلاوی شرقی  |
|  |              |
|  | اسلاوی جنوبی |
|  |              |

طرح درختی جایگزین بالتواسلاوی

|        | بالتیک شرقی                                                                                |
|        |                                                                                            |
|        | بالتیک غربی                                                                                |
|        |                                                                                            |
| اسلاوی | \| \| اسلاوی غربی \| \| \| \| \| \| اسلاوی شرقی \| \| \| \| \| \| اسلاوی جنوبی \| \| \| \| |
|        | \| \| اسلاوی غربی \| \| \| \| \| \| اسلاوی شرقی \| \| \| \| \| \| اسلاوی جنوبی \| \| \| \| |
|        | اسلاوی غربی                                                                                |
|        |                                                                                            |
|        | اسلاوی شرقی                                                                                |
|        |                                                                                            |
|        | اسلاوی جنوبی                                                                               |
|        |                                                                                            |

|  | اسلاوی غربی  |
|  |              |
|  | اسلاوی شرقی  |
|  |              |
|  | اسلاوی جنوبی |
|  |              |

|        | بالتیک شرقی                                                                                |
|        |                                                                                            |
|        | بالتیک غربی                                                                                |
|        |                                                                                            |
| اسلاوی | \| \| اسلاوی غربی \| \| \| \| \| \| اسلاوی شرقی \| \| \| \| \| \| اسلاوی جنوبی \| \| \| \| |
|        | \| \| اسلاوی غربی \| \| \| \| \| \| اسلاوی شرقی \| \| \| \| \| \| اسلاوی جنوبی \| \| \| \| |
|        | اسلاوی غربی                                                                                |
|        |                                                                                            |
|        | اسلاوی شرقی                                                                                |
|        |                                                                                            |
|        | اسلاوی جنوبی                                                                               |
|        |                                                                                            |

|  | اسلاوی غربی  |
|  |              |
|  | اسلاوی شرقی  |
|  |              |
|  | اسلاوی جنوبی |
|  |              |